# Prepotelus lanceolatus
Prepotelus lanceolatus là một loài nhện trong họ Thomisidae.
Loài này thuộc chi Prepotelus. Prepotelus lanceolatus được Eugène Simon miêu tả năm 1898.